# پاملا فونتن
پاملا فونتن (انگلیسی: Pamela Fontaine؛ زادهٔ ۱۹۶۴) یک بازیکن تنیس روی میز است.
وی در مسابقات کشوری و بین‌المللی در مجموع برنده ۲ مدال طلا، ۴ مدال نقره، ۱ مدال برنز شده‌است.